# Episodi di Fantasilandia (sesta stagione)
La sesta stagione della serie televisiva Fantasilandia è stata trasmessa in anteprima negli Stati Uniti d'America dalla ABC tra il 16 ottobre 1982 e il 14 maggio 1983.
| nº | Titolo originale                                      | Titolo italiano | Prima TV USA     | Prima TV Italia |
| -- | ----------------------------------------------------- | --------------- | ---------------- | --------------- |
| 1  | The Curse of the Moreaus/My Man Friday                |                 | 16 ottobre 1982  |                 |
| 2  | Dancing Lady/The Final Round                          |                 | 23 ottobre 1982  |                 |
| 3  | Legends/The Perfect Gentleman                         |                 | 30 ottobre 1982  |                 |
| 4  | The Angel's Triangle/Natchez Bound                    |                 | 6 novembre 1982  |                 |
| 5  | Everybody Goes to Gilley's/Face of Fire               |                 | 20 novembre 1982 |                 |
| 6  | The Beautiful Skeptic/The Lost Platoon                |                 | 27 novembre 1982 |                 |
| 7  | Roller Derby Dolls/Thanks a Million                   |                 | 4 dicembre 1982  |                 |
| 8  | The Kleptomaniac/Thank God, I'm a Country Girl        |                 | 11 dicembre 1982 |                 |
| 9  | Naughty Marietta/The Winning Ticket                   |                 | 8 gennaio 1983   |                 |
| 10 | Candy Kisses/Operation Breakout                       |                 | 15 gennaio 1983  |                 |
| 11 | The Songwriter/Queen of the Soaps                     |                 | 22 gennaio 1983  |                 |
| 12 | The Tallowed Image/Room and Bard                      |                 | 29 gennaio 1983  |                 |
| 13 | Midnight Waltz/Let Them Eat Cake                      |                 | 12 febbraio 1983 |                 |
| 14 | Revenge of the Forgotten/Charo                        |                 | 19 febbraio 1983 |                 |
| 15 | Return to the Cotton Club/No Friends Like Old Friends |                 | 26 febbraio 1983 |                 |
| 16 | Eternal Flame/A Date with Burt                        |                 | 5 marzo 1983     |                 |
| 17 | King of Burlesque/Death Games                         |                 | 12 marzo 1983    |                 |
| 18 | The Devil Stick/Touch and Go                          |                 | 19 marzo 1983    |                 |
| 19 | Edward/The Extraordinary Miss Jones                   |                 | 9 aprile 1983    |                 |
| 20 | What's the Matter with Kids?/Island of Horrors        |                 | 16 aprile 1983   |                 |
| 21 | Remember... When?                                     |                 | 7 maggio 1983    |                 |
| 22 | Love Island/The Sisters                               |                 | 14 maggio 1983   |                 |